# THL (DM Command)
THL (TAB_HORIZONTAL_LEFT)とは、アポロコンピュータ社のコンピュータに搭載されていたウィンドウシステム（ディスプレイマネージャ）で利用できた、制御コマンド『DMコマンド』の一つ。

## 概要
THL コマンドは、カーソルをつぎのタブ・ストップまで右に移動する。

## 利用法
THL コマンドはカーソルを前のタブ・ストップまで左に移動する．タブはグローバルで（つまり，すべてのウインドウに適用される）， DM コマンド TS によりセットすることができる．初期状態ではタブは５スペース毎に設定されている．
デフォルトでは CTRL/＜TAB＞キーが THL コマンドを呼出す．これはファイルにアスキーのタブ・キャラクターを挿入するものではないことに注意．これは単に前のタブ・ストップにカーソルを移動するものである．
THL は引数やオプションを必要としない．